# توماس بيدرسن
توماس بيدرسن (6 يونيو 1980 - ) (بالدنماركية: Thomas Pedersen)‏ هو لاعب كرة يد دانمركي. لعب مع Skjern Håndbold ‏.